# (17181) 1999 UM3
A (17181) 1999 UM3 egy földközeli kisbolygó. A LINEAR projekt keretében fedezték fel 1999. október 19-én.